# Verein für Leibesübungen Bochum 1848 1986-1987
Questa voce raccoglie le informazioni riguardanti il Verein für Leibesübungen Bochum 1848 nelle competizioni ufficiali della stagione 1986-1987.

## Stagione
Nella stagione 1986-1987 il Bochum, allenato da Hermann Gerland, concluse il campionato di Bundesliga al 11º posto. In Coppa di Germania il Bochum fu eliminato al primo turno dal St. Pauli.

## Rosa
| N. |                        | Ruolo | Calciatore            |
| -- | ---------------------- | ----- | --------------------- |
|    | Germania (bandiera)    | P     | Andreas Wessels       |
|    | Germania (bandiera)    | P     | Ralf Zumdick          |
|    | Germania (bandiera)    | D     | Thomas Kempe          |
|    | Germania (bandiera)    | D     | Martin Kree           |
|    | Germania (bandiera)    | D     | Walter Oswald         |
|    | Paesi Bassi (bandiera) | D     | Rob Reekers           |
|    | Germania (bandiera)    | D     | Franz-Josef Tenhagen  |
|    | Germania (bandiera)    | D     | Jürgen Wielert        |
|    | Germania (bandiera)    | D     | Lothar Woelk          |
|    | Croazia (bandiera)     | D     | Ivan Žugčić           |
|    | Germania (bandiera)    | C     | Frank Benatelli       |
|    | Germania (bandiera)    | C     | Siegfried Bönighausen |
|    | Germania (bandiera)    | C     | Frank Heinemann       |

| N. |                      | Ruolo | Calciatore         |
| -- | -------------------- | ----- | ------------------ |
|    | Germania (bandiera)  | C     | Peter Knäbel       |
|    | Germania (bandiera)  | C     | Volker Knappheide  |
|    | Germania (bandiera)  | C     | Michael Kühn       |
|    | Germania (bandiera)  | C     | Ata Lameck         |
|    | Germania (bandiera)  | C     | Thorsten Legat     |
|    | Danimarca (bandiera) | C     | Ole Møller-Nielsen |
|    | Germania (bandiera)  | C     | Frank Schulz       |
|    | Germania (bandiera)  | A     | Rudi Decker        |
|    | Germania (bandiera)  | A     | Klaus Fischer      |
|    | Germania (bandiera)  | A     | Uwe Leifeld        |
|    | Germania (bandiera)  | A     | Andreas Lübke      |
|    | Germania (bandiera)  | A     | Jupp Nehl          |
|    | Germania (bandiera)  | A     | Uwe Wegmann        |

## Organigramma societario
Area tecnica
- Allenatore: Hermann Gerland
- Allenatore in seconda:
- Preparatore dei portieri:
- Preparatori atletici:

## Calciomercato

### Sessione estiva
| Acquisti | Acquisti           | Acquisti         | Acquisti |
| R.       | Nome               | da               | Modalità |
| -------- | ------------------ | ---------------- | -------- |
| C        | Ole Møller-Nielsen | Vejle            |          |
| A        | Rudi Decker        | Duisburg         |          |
| C        | Frank Heinemann    | Bochum II        |          |
| A        | Jupp Nehl          | Viktoria Colonia |          |
| D        | Rob Reekers        | ASC Schöppingen  |          |
| A        | Franz Schick       | TSV Ampfing      |          |

| Cessioni | Cessioni       | Cessioni        | Cessioni |
| R.       | Nome           | a               | Modalità |
| -------- | -------------- | --------------- | -------- |
| P        | Marcus Croonen | Preußen Münster |          |
| P        | Wolfgang Kleff | Salmrohr        |          |
| D        | Heinz Knüwe    | Hannover 96     |          |
| A        | Stefan Kuntz   | Uerdingen 05    |          |
| A        | Toni Schreier  | Erkenschwick    |          |

### Sessione invernale
| Acquisti | Acquisti | Acquisti | Acquisti |
| R.       | Nome     | da       | Modalità |
| -------- | -------- | -------- | -------- |

| Cessioni | Cessioni     | Cessioni    | Cessioni |
| R.       | Nome         | a           | Modalità |
| -------- | ------------ | ----------- | -------- |
| A        | Franz Schick | TSV Ampfing |          |

## Risultati

### Bundesliga

#### Girone di andata
| Arbitro: | Brehm |

|                           |           |            |
| Leifeld 9’, 67’ Woelk 47’ | Marcatori | 24’ Allofs |

| Arbitro: | Zimmermann |

|                                               |           |                                 |
| Eckstein 16’ Grahammer 31’ (rig.), 43’ (rig.) | Marcatori | 27’ Leifeld 55’ Kree 58’ Schulz |

| Arbitro: | Scheuerer |

|            |           |            |
| Oswald 49’ | Marcatori | 8’ Okoński |

| Arbitro: | Schäfer |

|                                              |           |           |
| Allievi 44’ Wuttke 50’ (rig.), 88’ Moser 62’ | Marcatori | 9’ Schulz |

| Arbitro: | Wiesel |

|                   |           |            |
| Lameck 35’ (rig.) | Marcatori | 65’ Thiele |

| Brema 12 settembre 1986, ore 20:00 CEST 6ª giornata | Werder Brema | 0 – 0 referto | Bochum | Weserstadion (22 800 spett.)\| Arbitro: \| Schäfer \| |
| Arbitro:                                            | Schäfer      |               |        |                                                       |

| Berlino 20 settembre 1986, ore 15:30 CEST 7ª giornata | Blau-Weiß Berlin | 0 – 0 referto | Bochum | Stadio Olimpico (16 988 spett.)\| Arbitro: \| Boos \| |
| Arbitro:                                              | Boos             |               |        |                                                       |

| Arbitro: | Heitmann |

|                    |           |  |
| Kree 73’ Woelk 79’ | Marcatori |  |

| Arbitro: | Kriegelstein |

|                                           |           |                              |
| Rummenigge 23’ Pflügler 24’ Wohlfarth 60’ | Marcatori | 44’ (rig.) Lameck 87’ Schulz |

| Arbitro: | Matheis |

|                       |           |                     |
| Woelk 17’ Leifeld 33’ | Marcatori | 46’ (rig.) Schreier |

| Ludwigshafen am Rhein 18 ottobre 1986, ore 15:30 CET 11ª giornata | Waldhof Mannheim | 0 – 0 referto | Bochum | Südweststadion (8 000 spett.)\| Arbitro: \| Dellwing \| |
| Arbitro:                                                          | Dellwing         |               |        |                                                         |

| Bochum 1º novembre 1986, ore 18:00 CET 12ª giornata | Bochum     | 0 – 0 referto | Homburg | Ruhrstadion (8 000 spett.)\| Arbitro: \| Tritschler \| |
| Arbitro:                                            | Tritschler |               |         |                                                        |

| Arbitro: | Bruch |

|                                    |           |            |
| Klinger 34’ Kuntz 72’ Witeczek 90’ | Marcatori | 55’ Schulz |

| Arbitro: | Mierswa |

|  |           |               |
|  | Marcatori | 82’ Klinsmann |

| Gelsenkirchen 22 novembre 1986, ore 15:30 CET 15ª giornata | Schalke 04  | 0 – 0 referto | Bochum | Parkstadion (16 400 spett.)\| Arbitro: \| Ahlenfelder \| |
| Arbitro:                                                   | Ahlenfelder |               |        |                                                          |

| Bochum 28 novembre 1986, ore 20:00 CET 16ª giornata | Bochum | 0 – 0 referto | Borussia Dortmund | Ruhrstadion (36 000 spett.)\| Arbitro: \| Wittke \| |
| Arbitro:                                            | Wittke |               |                   |                                                     |

| Arbitro: | Föckler |

|  |           |                                                |
|  | Marcatori | 18’ Woelk 53’ Wegmann 80’ Benatelli 90’ Schulz |

#### Girone di ritorno
| Arbitro: | Weber |

|           |           |  |
| Geils 35’ | Marcatori |  |

| Arbitro: | Werner |

|  |           |             |
|  | Marcatori | 88’ Brunner |

| Arbitro: | Jupe |

|           |           |           |
| Kastl 47’ | Marcatori | 54’ Lübke |

| Arbitro: | Barnick |

|                                        |           |          |
| Knäbel 6’ Woelk 48’ (rig.) Fischer 62’ | Marcatori | 28’ Kohr |

| Arbitro: | Amerell |

|                            |           |            |
| Criens 17’ Hochstätter 34’ | Marcatori | 45’ Knäbel |

| Arbitro: | Brehm |

|           |           |            |
| Kempe 61’ | Marcatori | 53’ Völler |

| Arbitro: | Theobald |

|                                                    |           |            |
| Woelk 33’ Kree 58’ Oswald 67’ Nehl 84’ (rig.), 86’ | Marcatori | 63’ Riedle |

| Arbitro: | Bruch |

|            |           |            |
| Müller 40’ | Marcatori | 90’ Lameck |

| Arbitro: | Osmers |

|             |           |                         |
| Leifeld 15’ | Marcatori | 17’ Brehme 62’ Matthäus |

| Arbitro: | Puchalski |

|                   |           |             |
| Cha 60’ Drews 68’ | Marcatori | 57’ Fischer |

| Arbitro: | Reinstädtler |

|                                                  |           |          |
| Wegmann 9’, 66’ Schulz 46’, 61’, 64’ Leifeld 84’ | Marcatori | 5’ Klotz |

| Arbitro: | Scheuerer |

|                                  |           |           |
| Freiler 55’ Knoll 79’ Müller 85’ | Marcatori | 60’ Kempe |

| Arbitro: | Kriegelstein |

|                      |           |            |
| Kree 15’ Leifeld 35’ | Marcatori | 44’ Bommer |

| Arbitro: | Gabor |

|                                 |           |                                                          |
| Allgöwer 26’ (rig.) Schmitt 33’ | Marcatori | 17’ Nehl 31’ (aut.) Müller 68’ Wegmann 88’ (rig.) Schulz |

| Arbitro: | Weber |

|            |           |          |
| Schulz 83’ | Marcatori | 67’ Thon |

| Arbitro: | Ahlenfelder |

|                          |           |                        |
| Mill 11’, 74’ Banach 76’ | Marcatori | 32’ Schulz 59’ Leifeld |

| Arbitro: | Kautschor |

|                         |           |                                 |
| Wegmann 62’ Fischer 72’ | Marcatori | 51’ Bockenfeld 89’ (rig.) Weikl |

### Coppa di Germania
| Arbitro: | Wittke |

|             |           |                      |
| Leifeld 70’ | Marcatori | 43’ Golke 73’ Wenzel |

## Statistiche

### Statistiche di squadra
| Competizione      | Punti | In casa | In casa | In casa | In casa | In casa | In casa | In trasferta | In trasferta | In trasferta | In trasferta | In trasferta | In trasferta | Totale | Totale | Totale | Totale | Totale | Totale | DR |
| Competizione      | Punti | G       | V       | N       | P       | Gf      | Gs      | G            | V            | N            | P            | Gf           | Gs           | G      | V      | N      | P      | Gf     | Gs     | DR |
| ----------------- | ----- | ------- | ------- | ------- | ------- | ------- | ------- | ------------ | ------------ | ------------ | ------------ | ------------ | ------------ | ------ | ------ | ------ | ------ | ------ | ------ | -- |
| Bundesliga        | 32    | 17      | 7       | 7       | 3       | 30      | 16      | 17           | 2            | 7            | 8            | 22           | 28           | 34     | 9      | 14     | 11     | 52     | 44     | +8 |
| Coppa di Germania | -     | 1       | 0       | 0       | 1       | 1       | 2       | 0            | 0            | 0            | 0            | 0            | 0            | 1      | 0      | 0      | 1      | 1      | 2      | -1 |
| Totale            | 32    | 18      | 7       | 7       | 4       | 31      | 18      | 17           | 2            | 7            | 8            | 22           | 28           | 35     | 9      | 14     | 12     | 53     | 46     | +7 |

### Andamento in campionato
| Giornata  | 1 | 2 | 3 | 4  | 5  | 6  | 7  | 8 | 9  | 10 | 11 | 12 | 13 | 14 | 15 | 16 | 17 | 18 | 19 | 20 | 21 | 22 | 23 | 24 | 25 | 26 | 27 | 28 | 29 | 30 | 31 | 32 | 33 | 34 |
| --------- | - | - | - | -- | -- | -- | -- | - | -- | -- | -- | -- | -- | -- | -- | -- | -- | -- | -- | -- | -- | -- | -- | -- | -- | -- | -- | -- | -- | -- | -- | -- | -- | -- |
| Luogo     | C | T | C | T  | C  | T  | T  | C | T  | C  | T  | C  | T  | C  | T  | C  | T  | T  | C  | T  | C  | T  | C  | C  | T  | C  | T  | C  | T  | C  | T  | C  | T  | C  |
| Risultato | V | N | N | P  | N  | N  | N  | V | P  | V  | N  | N  | P  | P  | N  | N  | V  | P  | P  | N  | V  | P  | N  | V  | N  | P  | P  | V  | P  | V  | V  | N  | P  | N  |
| Posizione | 6 | 6 | 6 | 11 | 11 | 12 | 11 | 9 | 11 | 8  | 8  | 7  | 12 | 12 | 12 | 13 | 10 | 11 | 13 | 13 | 11 | 13 | 12 | 10 | 12 | 13 | 13 | 12 | 13 | 12 | 12 | 12 | 13 | 11 |

Legenda:

Luogo: C = Casa; T = Trasferta. Risultato: V = Vittoria; N = Pareggio; P = Sconfitta.

### Statistiche dei giocatori
| Giocatore         | Bundesliga | Bundesliga | Bundesliga  | Bundesliga | Coppa di Germania | Coppa di Germania | Coppa di Germania | Coppa di Germania | Totale   | Totale | Totale      | Totale     |
| Giocatore         | Presenze   | Reti       | Ammonizioni | Espulsioni | Presenze          | Reti              | Ammonizioni       | Espulsioni        | Presenze | Reti   | Ammonizioni | Espulsioni |
| ----------------- | ---------- | ---------- | ----------- | ---------- | ----------------- | ----------------- | ----------------- | ----------------- | -------- | ------ | ----------- | ---------- |
| F. Benatelli      | 30         | 1          | 3           | 0          | 0                 | 0                 | 0                 | 0                 | 30       | 1      | 3           | 0          |
| S. Bönighausen    | 0          | 0          | 0           | 0          | 0                 | 0                 | 0                 | 0                 | 0        | 0      | 0           | 0          |
| R. Decker         | 0          | 0          | 0           | 0          | 0                 | 0                 | 0                 | 0                 | 0        | 0      | 0           | 0          |
| K. Fischer        | 11         | 3          | 1           | 0          | 0                 | 0                 | 0                 | 0                 | 11       | 3      | 1           | 0          |
| F. Heinemann      | 14         | 0          | 1           | 0          | 0                 | 0                 | 0                 | 0                 | 14       | 0      | 1           | 0          |
| T. Kempe          | 32         | 2          | 7           | 1          | 1                 | 0                 | 1                 | 0                 | 33       | 2      | 8           | 1          |
| V. Knappheide     | 0          | 0          | 0           | 0          | 0                 | 0                 | 0                 | 0                 | 0        | 0      | 0           | 0          |
| P. Knäbel         | 17         | 2          | 1           | 0          | 0                 | 0                 | 0                 | 0                 | 17       | 2      | 1           | 0          |
| M. Kree           | 32         | 4          | 3           | 0          | 1                 | 0                 | 0                 | 0                 | 33       | 4      | 3           | 0          |
| M. Kühn           | 6          | 0          | 0           | 0          | 0                 | 0                 | 0                 | 0                 | 6        | 0      | 0           | 0          |
| A. Lameck         | 34         | 3          | 2           | 0          | 1                 | 0                 | 0                 | 0                 | 35       | 3      | 2           | 0          |
| T. Legat          | 7          | 0          | 1           | 0          | 0                 | 0                 | 0                 | 0                 | 7        | 0      | 1           | 0          |
| U. Leifeld        | 23         | 8          | 4           | 0          | 1                 | 1                 | 0                 | 0                 | 24       | 9      | 4           | 0          |
| A. Lübke          | 7          | 1          | 0           | 0          | 0                 | 0                 | 0                 | 0                 | 7        | 1      | 0           | 0          |
| O. Møller-Nielsen | 2          | 0          | 0           | 0          | 0                 | 0                 | 0                 | 0                 | 2        | 0      | 0           | 0          |
| J. Nehl           | 32         | 3          | 2           | 0          | 1                 | 0                 | 0                 | 0                 | 33       | 3      | 2           | 0          |
| W. Oswald         | 25         | 2          | 5           | 0          | 1                 | 0                 | 0                 | 0                 | 26       | 2      | 5           | 0          |
| R. Reekers        | 28         | 0          | 4           | 1          | 1                 | 0                 | 0                 | 0                 | 29       | 0      | 4           | 1          |
| F. Schick         | 4          | 0          | 0           | 0          | 1                 | 0                 | 0                 | 0                 | 5        | 0      | 0           | 0          |
| F. Schulz         | 31         | 11         | 3           | 0          | 1                 | 0                 | 0                 | 0                 | 32       | 11     | 3           | 0          |
| F. Tenhagen       | 0          | 0          | 0           | 0          | 0                 | 0                 | 0                 | 0                 | 0        | 0      | 0           | 0          |
| U. Wegmann        | 24         | 5          | 1           | 0          | 1                 | 0                 | 0                 | 0                 | 25       | 5      | 1           | 0          |
| A. Wessels        | 0          | 0          | 0           | 0          | 0                 | 0                 | 0                 | 0                 | 0        | 0      | 0           | 0          |
| J. Wielert        | 3          | 0          | 0           | 0          | 0                 | 0                 | 0                 | 0                 | 3        | 0      | 0           | 0          |
| L. Woelk          | 32         | 6          | 8           | 0          | 1                 | 0                 | 0                 | 0                 | 33       | 6      | 8           | 0          |
| R. Zumdick        | 34         | 0          | 1           | 0          | 1                 | 0                 | 0                 | 0                 | 35       | 0      | 1           | 0          |
| I. Žugčić         | 13         | 0          | 0           | 0          | 0                 | 0                 | 0                 | 0                 | 13       | 0      | 0           | 0          |